# Діелькометрія
Діелькометрія (від грец. diá — через, англ. electric — електричний та англ. metros — вимірювання) — сукупність методів кількісного визначення речовин і дослідження їх молекулярної структури, заснованих на вимірюванні діелектричної проникності і тангенса кута діелектричних втрат. Є одним із видів кондуктометрії.
Діелектрична проникність зумовлюється орієнтацією в електричному полі частинок (молекул, іонів з дипольним моментом). При зміні складу діелектрика або будови його молекул, змінюється діелектрична проникність і тангенс кута діелектричних втрат що робить можливим використання діелькометрії для оцінки чистоти індивідуальних речовин.
В основу діелькометрії лягли праці німецького фізика Пауля Друде (1897) та праці нідерландського фізико-хіміка, лауреата Нобелівської премії з хімії за 1936 рік, Петера Дебая (1925–1929). Пауля Друде вперше виявив і пояснив аномальну дисперсію діелектричної проникності, запропонував методи вимірювання діелектричної проникності та показника поглинання рідких діелектриків в метровому та дециметровому діапазонах електромагнітних хвиль, встановив емпіричний зв'язок між молекул та діелектричними втратами. Петер Дебай встановив зв'язок між діелектричною проникністю та діелектричними втратами із будовою молекул.
У 1929 році Марк Берлінер аналітично показав можливість використання діелектричних вимірювань для визначення вологовмісту твердих тіл. Надалі цей метод був використаний для визначення чистоти органічних сполук та аналізу бінарних органічних систем.
Діелектричні методи використовують для вимірювання вологості різних хімічних сполук, таких як продукти харчування (м'ясо, молоко, хліб, жири, чай тощо), вологі сільськогосподарські продукти (трави, силосу, зерна тощо), дерево, пісок, глина, вугілля, гума.
За допомогою діелькометрії визначається вміст компонентів різних гетерогенних систем, склад сумішей, газів, виявляються сторонні включення. Радіогеологія використовує її для аналізу неоднорідності ґрунту.